# Aethomys kaiseri
Aethomys kaiseri е вид бозайник от семейство Мишкови (Muridae).

## Разпространение
Видът е разпространен в Ангола, Бурунди, Демократична република Конго, Замбия, Кения, Малави, Руанда, Танзания и Уганда.